# Zyklonsaison im Nordindik 2014
Die Zyklonsaison im Nordindik 2014 hat keine offiziellen Grenzen wie in anderen Becken üblich, sondern läuft das ganze Jahr hindurch. Die tropischen Wirbelstürme bilden sich allerdings in diesem Becken in der Regel zwischen April und Dezember, wobei die Monate vor und nach der Monsunsaison, also April/Mai und Oktober/November die aktivsten sind. Einen tropischen Wirbelsturm im Indischen Ozean bezeichnet man als Zyklon.
Das zuständige Regional Specialized Meteorological Centre (RSMC) ist das India Meteorological Department in Neu-Delhi. Dieses vergibt für diejenigen tropischen Wirbelstürme, die mindestens den Status eines Zyklons erreichen, einen Namen. Tiefdruckgebiete (je nach Windgeschwindigkeit depressions oder deep depressions) werden fortlaufend nummeriert, wobei die Buchstabenkombination BOB anzeigt, dass sich das System im Golf von Bengalen bildete. Die Buchstaben ARB stehen sinngemäß für das Arabische Meer.
Durch das Joint Typhoon Warning Center (JTWC) in Honolulu werden für die US-amerikanischen Einrichtungen im Indischen Ozean eigenständige Warnungen und Prognosen ausgegeben. Durch das JTWC erfolgt die Einstufung nach der Saffir-Simpson-Hurrikan-Windskala, das RSMC wendet für die Einstufung eigene Kriterien an, denen unter anderem die Messung der andauernden Windgeschwindigkeit auf Basis einer dreiminütigen Beobachtung zugrunde liegt.

## Sturmnamen
Tropische Wirbelstürme im Indischen Ozean werden durch das RSMC des India Meteorological Department benannt. Die Namen werden jeweils nur einmal verwendet, es werden also keine Namen verheerender Stürme nach Ende der Saison von der Liste der Namen tropischer Wirbelstürme gestrichen. Die folgenden Namen wurden für benannte Stürme benutzt:
Nanauk, Hudhud, Nilofar

## Stürme

### Depression BOB 01 (01B)
Früh am 4. Januar meldete das India Meteorological Department (IMD) die Bildung einer Depression über dem südwestlichen Golf von Bengalen, etwa 250 km östlich von Trincomalee, Sri Lanka. Zur selben Zeit begann auch das Joint Typhoon Warning Center (JTWC) das System zu beobachten und gab diesem die Bezeichnung 01B. Am Abend desselben Tages bewegte sich die Depression nur sehr langsam Richtung Westen-Nordwesten und befand sich nun etwa 150 km ostnordöstlich von Trincomalee. Auch früh am 5. Januar konnte das System sich nicht signifikant intensivieren und blieb bei dem Status als Depression. 24 Stunden später ging sie in der Nähe von Mullaitivu, Sri Lanka an Land. Am Morgen des 7. Januar gab das India Meteorological Department die letzte Warnung heraus.

### Depression BOB 02
Am Morgen des 21. Mai begann das India Meteorological Department (IMD) mit der Beobachtung einer Depression, die sich etwa 490 km nordnordwestlich von Port Blair, Indien und 620 km westsüdwestlich von Rangun, Myanmar befand. Bereits zwei Tage später wurde die letzte Warnung zu dem System herausgegeben, als es über dem zentralen Golf von Bengalen analysiert wurde.

### Zyklonischer Sturm Nanauk (02A)
Am frühen Morgen des 10. Juni meldete das Joint Typhoon Warning Center (JTWC), dass sich etwa 600 km südwestlich von Mumbai, Indien über dem Arabischen Meer ein tropischer Sturm gebildet hat, der die Bezeichnung 02A bekam. Im Verlauf des Tages begann auch das India Meteorological Department (IMD) mit der Beobachtung des Systems und aktualisierte es zu einer Depression. Sie bewegte sich Richtung Nordwesten und intensivierte sich am Abend desselben Tages in eine Deep Depression. In der Nacht zum 11. Juni erkannte das India Meteorological Department, dass das Tiefdruckgebiet Sturmstärke erreicht hat und stufte es deshalb zu einem zyklonischen Sturm herauf, der den Namen Nanauk erhielt.

### Land Depression 01
Früh am 21. Juli begann das India Meteorological Department (IMD) eine Land Depression zu beobachten, die sich über dem nordöstlichen Odisha, Indien befand.

### Sehr schwerer zyklonischer Sturm Hudhud (03B)
Am Morgen des 7. Oktober meldete das India Meteorological Department (IMD), dass sich über der nördlichen Andamanensee, etwa 250 km ostsüdöstlich von Long Island, eine Depression gebildet hat. Wenige Stunden später intensivierte sich das System in eine Deep Depression, während es sich in eine westnordwestliche Richtung bewegte.
Hudhud erreichte das Festland nahe der Millionenstadt Visakhapatnam mit andauernden Windgeschwindigkeiten von rund 175 km/h und zog dann Richtung Norden.
Durch die Auswirkungen des Sturmes sind in Indien mindestens 66 Menschen ums Leben gekommen: 46 in Andhra Pradesh, 2 in Odisha und 18 in Uttar Pradesh. Außerdem sind in Nepal bei einem Schneesturm, der wahrscheinlich mit dem Zyklon im Zusammenhang steht, mindestens 43 Menschen getötet worden.

### Sehr schwerer zyklonischer Sturm Nilofar (04A)
Am frühen Morgen des 25. Oktober begann das India Meteorological Department (IMD) mit der Beobachtung einer Depression, die sich etwa 940 km ostsüdöstlich von Salala, Oman über dem zentralen Arabischen Meer befand. Später am selben Tag stufte das Joint Typhoon Warning Center (JTWC) das System zu einem tropischen Sturm herauf, der daraufhin die Identifikation 04A erhielt.